# Neoscirula kenworthyi
Neoscirula kenworthyi är en spindeldjursart som beskrevs av Frank Jason Smiley 1992. Neoscirula kenworthyi ingår i släktet Neoscirula och familjen Cunaxidae. Inga underarter finns listade i Catalogue of Life.